# پدیده میعان معکوس
میعان معکوس زمانی اتفاق می‌افتد که گاز در یک لوله فراتر از نقطه میعان فشرده شود و مایع دوباره تبخیر شود. این برعکس فرایند میعان است: که به اصطلاح میعان معکوس می‌گویند.

## معرفی
اگر فشار دو گازی که در دما و حجم ثابت زیر شرایط بحرانی نگهداری می‌شوند به تدریج افزایش یابد، میعان و تشکیل مایع شروع می‌شود. وقتی به فشار معینی رسید، با افرایش بیشتر فشار، مقدار میعان به تدریج کاهش می‌یابد تا زمانی که مایع به گاز تبدیل شود. اگر ترکیب گازها بین نقاط بحرانی واقعی و شبه آنها قرار گیرد، میعانات تشکیل شده با افزایش مداوم فشار ناپدید می‌شوند. این ناپدید شدن مایع، میعان معکوس نامیده می‌شود.
از آنجایی که بیشتر گاز طبیعی موجود در مخازن نفتی یک محصول خالص نیست، وقتی گاز غیر مرتبط از یک میدان تحت شرایط فشار/دما فوق بحرانی استخراج می‌شود (یعنی فشار در مخزن زیر نقطه شبنم کاهش می‌یابد)، مایعات حاصل از میعان به دلیل اثر پدیده میعان معکوس در ضمن کاهش فشار، ممکن است در طول همدما تشکیل شوند.

## کشف
جوهانس پتروس کوئنن (به انگلیسی: Johannes Petrus Kuenen) پدیده میعان معکوس را کشف کرد و یافته‌های خود را در آوریل ۱۸۹۲ با عنوان "Metingen betreffende het oppervlak van Van der Waals voor mengsels van koolzuur en chloormethyl" (اندازه‌گیری‌های سطح واندروالس برای مخلوط‌های کربنیک اسید و متیل کلرید) منتشر کرد.

## آثار مخرب
به موجب این پدیده هنگام استخراج گاز از مخازن زیر زمینی، از آن جا که در اعماق زمین فشار زیاد است با استخراج و کاهش فشار گاز تبدیل مایع شده و با نفوذ در خلل و خرج مخزن مانع از خروج و استخراج بیشتر گاز شده و همچنین در صورت استخراج نیز باید عملیات جداسازی گاز و مایع را انجام دهیم که این موضوع نیز موجب افزایش هزینه خواهد شد.